# Rimetea
Rimetea, in passato Trascău, (in ungherese Torockó, in tedesco Eisenburg), è un comune della Romania di 1 086 abitanti, ubicato nel distretto di Alba, nella regione storica della Transilvania.
Il comune è formato da un insieme di due villaggi: Rimetea e Colțești.
Caratteristiche del paese sono le case bianche, allineate lungo le vie: queste case, piuttosto ben conservate, furono costruite attorno al 1870, dopo che il paese era stato distrutto da un incendio.
Dal 1952 è aperto un Museo Etnografico (allestito in collaborazione con il Museo Etnografico della Transilvania di Cluj-Napoca), che accoglie una collezione di attrezzi utilizzati dai lavoratori della zona, in particolare nella coltivazione delle miniere, nella metallurgia e nella lavorazione del legno.